# Seleção Brasileira de Punhobol
A Seleção Brasileira de Punhobol é a equipe nacional masculina de punhobol do Brasil, representada pela Confederação Brasileira de Desportes Terrestres (CBDT) em competições internacionais organizadas pela International Fistball Association.
Embora o punhobol ainda seja pouco conhecido no Brasil, com maior popularidade concentrada na Região Sul devido à influência da colonização alemã, a Seleção Brasileira de Punhobol se destaca no cenário mundial. Entre suas principais conquistas estão: Medalha de ouro nos Jogos Mundiais de 2009, bicampeonato mundial (1999 e 2003), quatro vice-campeonatos mundiais (1972, 1976, 1982 e 2007), cinco vezes terceiro lugar no Mundial (1979, 1986, 1990, 1992 e 2011).

## Sucessos internacionais
A seleção masculina do Brasil é a segunda seleção mais bem-sucedida do mundo, depois da Alemanha. O Brasil venceu a Copa do Mundo duas vezes, a última em Porto Alegre, em 2003.

### Campeonatos Mundiais
A seleção brasileira de punho de bola subiu ao pódio em onze dos 14 Mundiais realizados. A seleção nacional conquistou a medalha de ouro em 1999 em Olten e na Copa do Mundo em casa em 2003 em Porto Alegre.
| - 1968 em Áustria: 4º lugar (de 8) - 1972 em Alemanha: 2º lugar (de 7) - 1976 em Brasil: 2º lugar (de 6) - 1979 no Suíça : 3º lugar (de 8) - 1982 em Alemanha: 2º lugar (de 8) | - 1986 em Argentina: 3º lugar (de 6) - 1990 em Áustria: 3º lugar (de 11) - 1992 em Chile: 3º lugar (de 10) - 1995 em Namíbia: 4º lugar (de 10) - 1999 na Suíça : 1º lugar (de 12) | - 2003 em Brasil: 1º lugar (de 10) - 2007 em Alemanha: 2º lugar (de 12) - 2011 em Áustria: 3º lugar (de 12) - 2015 em Argentina: 4º lugar (de 14) - 2019 na Suíça : 4º lugar (de 18) |

#### The World Games
| - 1985 em Londres ( Reino Unido): 3º lugar - 1989 em Karlsruhe ( Alemanha): 2º lugar - 1993 em Haia ( Países Baixos): 4º lugar - 1997 em Lahti ( Finlândia): 3º lugar - 2001 em Akita ( Japão): 2º lugar | - 2005 em Duisburg ( Alemanha): 2º lugar - 2009 em Kaohsiung ( Taiwan): 1º lugar - 2013 em Cali ( Colômbia): 4º lugar - 2017 em Breslau ( Polónia): 4º lugar |

## Seleção atual
Seleção na Fistball World Cup 2015 na Argentina:
| Não.         | nome                       | Associação               |        |        |        |        |        |
| ataque       | ataque                     | ataque                   | ataque | ataque | ataque | ataque | ataque |
| ------------ | -------------------------- | ------------------------ | ------ | ------ | ------ | ------ | ------ |
| 1            | Jayme Andrioli             | Mercês Curitiba          |        |        |        |        |        |
| 4            | Isaque Azevedo             | Sogipa Porto Alegre      |        |        |        |        |        |
| 6            | Felipe Binotto             | FB Elgg-Ettenhausen      |        |        |        |        |        |
| 10           | Rodrigo Sprandel           | Sogipa Porto Alegre      |        |        |        |        |        |
| Defesa/passe |                            |                          |        |        |        |        |        |
| 2            | Alexandre Sales            | São Bento do Sul         |        |        |        |        |        |
| 3            | Eduardo Garay              | Sogipa Porto Alegre      |        |        |        |        |        |
| 5            | Matheus Lammel             | Novo Hamburgo            |        |        |        |        |        |
| 7            | Sérgio Müller              | Duque de Caxias Curitiba |        |        |        |        |        |
| 8            | Francisco Schmidt          | Florianópolis            |        |        |        |        |        |
| 9            | Guilhermo Theís dos Santos | Guarani Esporte Clube    |        |        |        |        |        |

#### Treinador
| Nome                             | Função            |
| -------------------------------- | ----------------- |
| Brasil Gerson Suffert            | treinador         |
| Brasil Leandro Fleck             | Treinador adjunto |
| Brasil Paulo Ricardo Raya Farias | Treinador adjunto |

## Técnico nacional masculino desde 1993
| nome                  | de   | até  | Notas, conquistas                 |
| --------------------- | ---- | ---- | --------------------------------- |
| Brasil Valdir Simioni | 1993 | 1995 | 4º lugar na Copa do Mundo de 1995 |
| Brasil Gastão Englert | 1996 | 2011 | Campeão mundial 1999 e 2003       |
| Brasil Gerson Suffert | 2012 |      | 4º lugar Copa do Mundo 2015       |